# Clepsidra de Azarquiel
La clepsidra de Azarquiel fue un reloj que funcionaba de manera hidráulica construido por Azarquiel, astrónomo y geógrafo andalusí, en Toledo en el siglo XI.

## Historia
Azarquiel oyó hablar de un aparato de Arín, en la India, que indicaba la hora durante el día por medio de un mecanismo basado en aspas. Azarquiel construyó estanques de gran tamaño en una casa a las afueras de Toledo, a orillas del río Tajo, cerca de Puerta de los Curtidores. Las aspas del mecanismo se llenaban o se vaciaban con la crecida o mengua de la Luna. El rey Alfonso VII quiso saber cómo funcionaba y desmontó una de las clepsidras en el año 1134, pero luego no supo volver a montarla. El reciente hallazgo en la zona de las Tenerías de un manantial de ciclo hidrológico alterno, sugiere la posibilidad de que las clepsidras se abastecieran de este acuífero.